# John Fraser (futebolista)
John Alexander Fraser  (Hamilton (Ontário), 8 de maio de 1859 - 21 de fevereiro de 1956) foi um futebolista canadense, campeão olímpico.
John Fraser competiu nos Jogos Olímpicos de Verão de 1904 em St Louis. Ele ganhou a medalha de ouro como membro do Galt F.C., que representou o Canadá nos Jogos.